# Šibík
Šibík (neboli slepá jáma) je podzemní důlní podpovrchová šachta respektive svislé důlní dílo (jáma), které ve svislém směru propojuje jednotlivá důlní patra v hlubinném dole aniž by mělo jakékoliv vyústění na zemském povrchu. Slouží k usnadnění těžby, k dopravě materiálů mezi jednotlivými důlními patry nebo k větrání dolu. Z bezpečnostních a provozních důvodů jsou všechny šibíky v rámci příslušného revíru očíslovány, některé z nich mají i své hornické přezdívky.